# ألفرد هيمينغ
ألفرد هيمينغ (بالإنجليزية: Alfred Hemming)‏ هو طيار بطل جنوب أفريقي، ولد في 7 أغسطس 1895 في المملكة المتحدة، وتوفي في القرن العشرين.